# 83 Pegasi
83 Pegasi är en gul jätte i stjärnbilden Pegasus.
83 Pegasi har visuell magnitud +6,67. Den befinner sig på ett avstånd av ungefär 480 ljusår.